# Fortunatus
Fortunatus es una novela acerca de un legendario héroe, popular entre los siglos XV y XVI en Europa. Fue publicado por primera vez en Augsburgo en 1509. La historia sigue la vida de un joven de nombre Fortunatus de cierta oscuridad, en su camino para conseguir fama y fortuna; la historia también relata la posterior vida de sus dos hijos.

## Historia

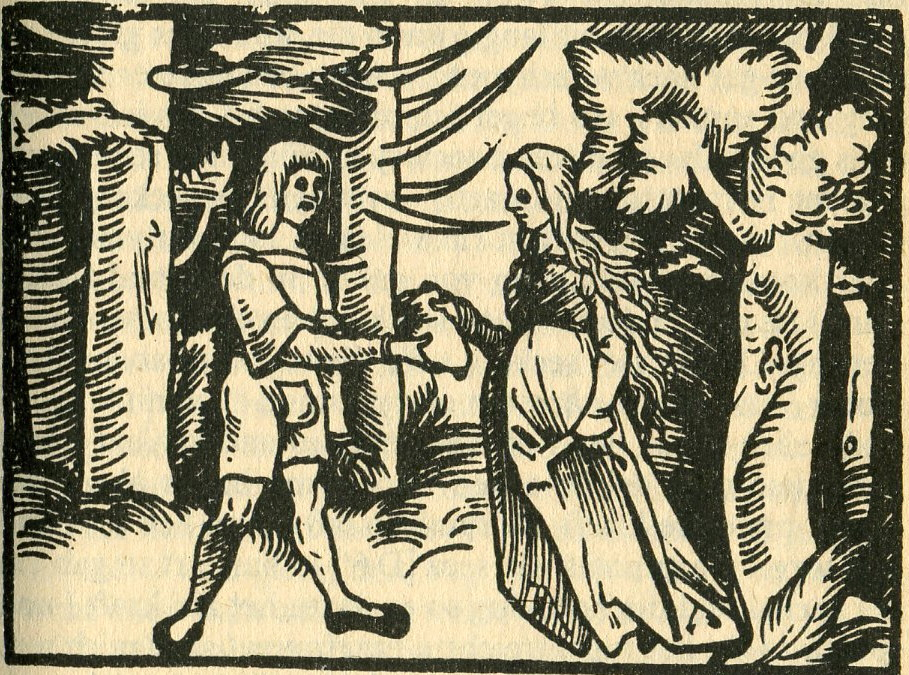
Fortunatus recibiendo la bolsa de monedas de la diosa de la fortuna.

Fortunatus era nativo, según cuenta la novela, de Famagusta, Chipre, hijo de Theodorus y Graciana. En su país natal conoció a la diosa de la fortuna, la cual le obsequió una bolsa de monedas que se llenaba completamente cuando se terminaba su contenido. Con este regalo, decidió viajar por todo el mundo hasta que llegó a El Cairo, donde fue invitado por el sultán. Entre los tesoros que este le mostró se encontraba un sombrero que tenía el poder de llevar a su portador a cualquier lugar que deseara. Haciéndose con el sombrero, Fortunatus regresó a Chipre, donde se permitió una vida de lujos. A su muerte, heredó a sus hijos Ampedo y Andelosia el monedero y el sombrero, uno a cada uno. Pero la envidia generada de uno por el otro terminó destruyéndolos.
Como el Don Quijote de la Mancha de Cervantes, Fortunatus es una historia que marca el paso de la sociedad feudal a la Edad Moderna. No se trata de una historia que muestre la moralidad de sus personajes, pero se presume que fue escrita para instruir al lector con varias lecciones, como que el hombre debe preferir la razón y la sabiduría antes que a los tesoros del mundo; o también que sin sabiduría, se puede perder la fortuna material, sin importar cómo fue adquirida.

## Autor
El autor original de la obra se desconoce, pero se piensa que fue Burkhard Zink (1396-1474 o 75), un mercader, concejal y cronista de Augsburg. Su crónica sobre esta ciudad cubre de 1368 a 1468 y comprende cuatro libros

## Versiones
Los investigadores alemanes reconocen como original la edición de 1509. Esta novela ha sido traducida al francés, italiano, alemán y al inglés; ha sufrido modificaciones varias veces por otros autores, o bien, adaptada para su dramatización, como es el caso de las representaciones de Hans Sachs en 1553 y la de Thomas Dekker en 1600. Una comedia derivada de la historia se tituló Englische Komodien und Tragodien y se llevó al escenario en 1620. Ludwig Tieck se auxilió de la trama para su historia Phantasus; y Ludwig Uhland dejó inconcluso un poema narrativo titulado Fortunatus and his sons. Andrew Lang incluyó la adaptación de la leyenda en su libro The Grey Fairy Book, titulándola "Fortunatus and his Purse".